# Borgo Rurale Appio
Borgo Rurale Appio, chiamato anche solo Borgo Appio, è una delle due frazioni del comune di Grazzanise, la più piccola.
È uno dei borghi rurali fondati durante il fascismo, programmati per occupare una modesta estensione territoriale, su base demografica limitata che avevano uno specifico carattere rurale o sovente di centro di servizi per l'insediamento agricolo sparso.

## Storia
Le opere per la costruzione del Borgo Appio vennero coordinate con i lavori di appoderamento dell’area del Basso Volturno ed iniziarono il 30 gennaio 1940. 

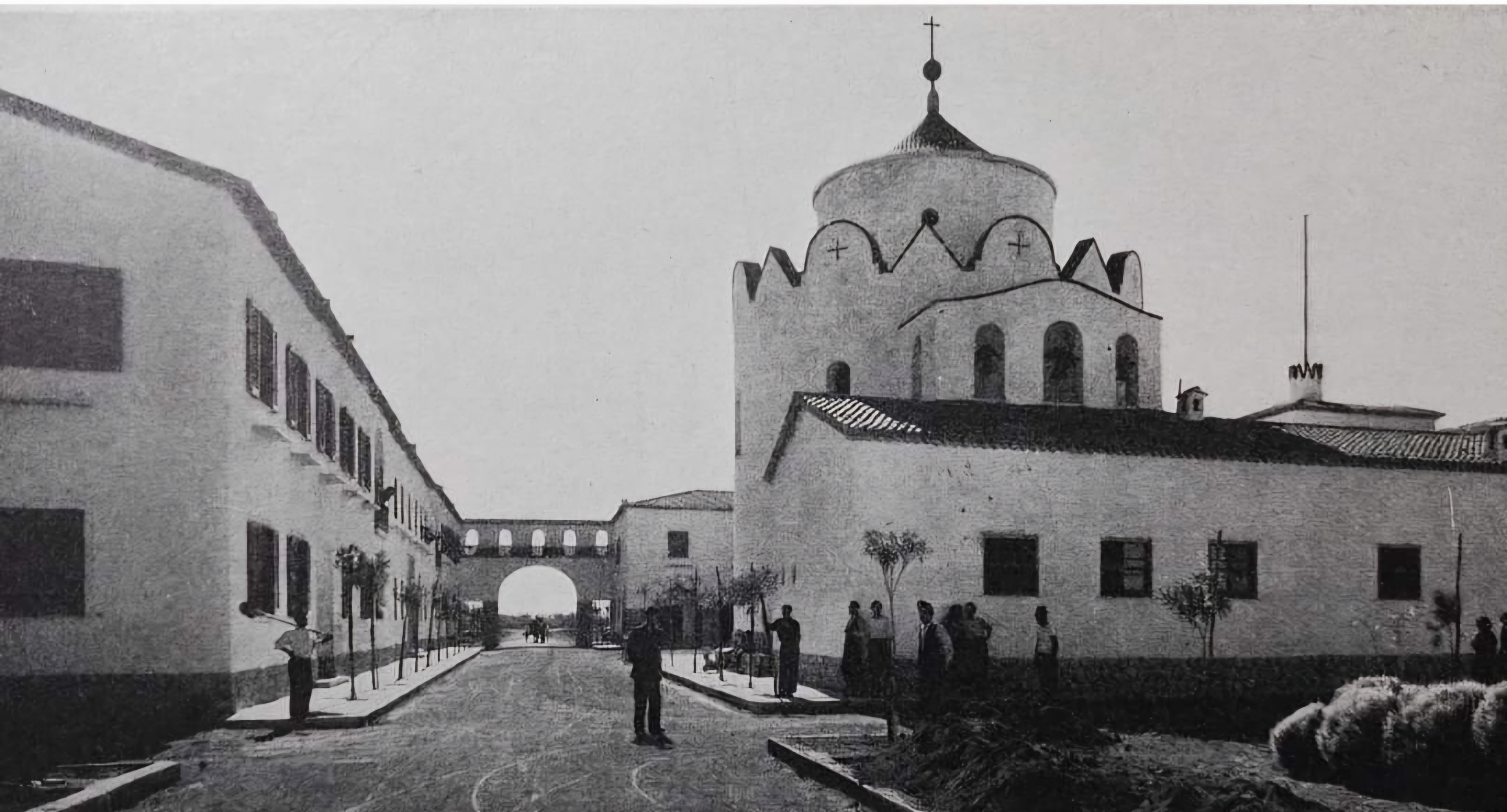
La stradina che portava all'arco di ingresso, anni '40

Borgo Appio è stato ideato per dare sistemazione a cinquecento abitanti stabili e fornire assistenza ai coloni sparsi sul territorio; s’inserisce tra due strade di collegamento ortogonali, una già esistente, Cancello ed Arnone-Brezza, e una nuova via di bonifica.
Il Piano, al suo interno, era caratterizzato dall’incrocio d’altri assi paralleli ai primi: dall’intersezione di questi si generavano quattro quadranti, dove erano collocati i vari edifici e servizi. 

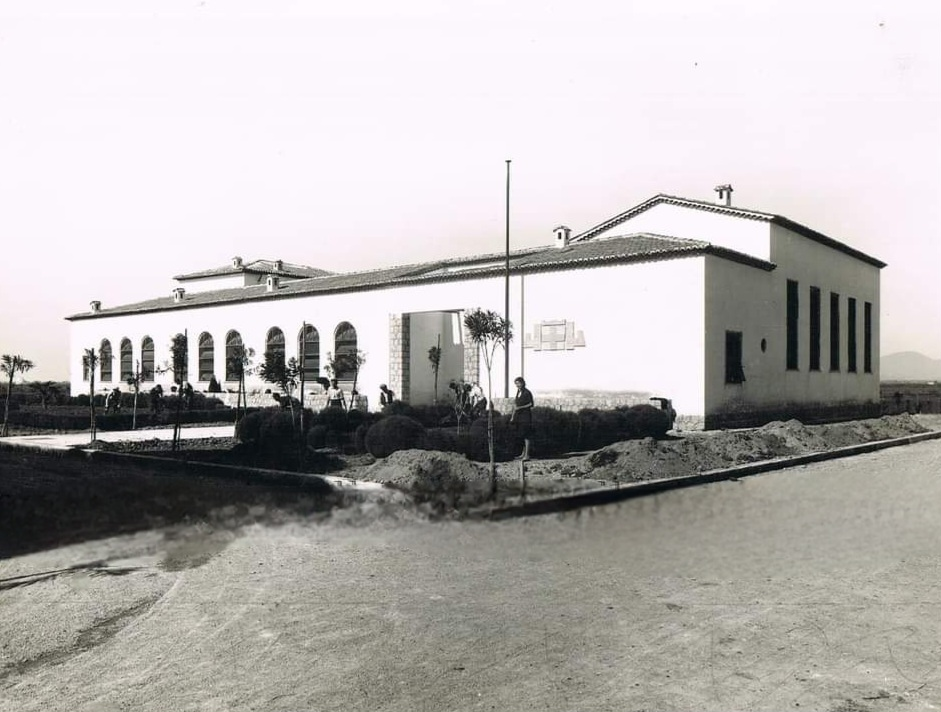
Edificio scolastico e della GIL, anni '40

Il Borgo aveva l’aspetto tipico di un villaggio fortificato con alcune soluzioni stilistiche, adottate per i singoli edifici, ispirate alla tradizione rurale locale. 
Il piano si sviluppa su un lato dell’incrocio di strade succitato in maniera tale da evitare che il traffico attraversi il centro, ma lo lambisca soltanto. 
Sulla strada e sulla piazza sorgevano gli edifici più rappresentativi tra cui la caserma dei Reali Carabinieri, la chiesa, la direzione della colonia agricola e, ovviamente, la Casa del fascio. Alla piazza chiusa spazialmente dagli edifici, si accedeva tramite un arcone, così come nelle tradizionali masserie fortificate del meridione e del Lazio, definendo un nucleo interno ben compatto.

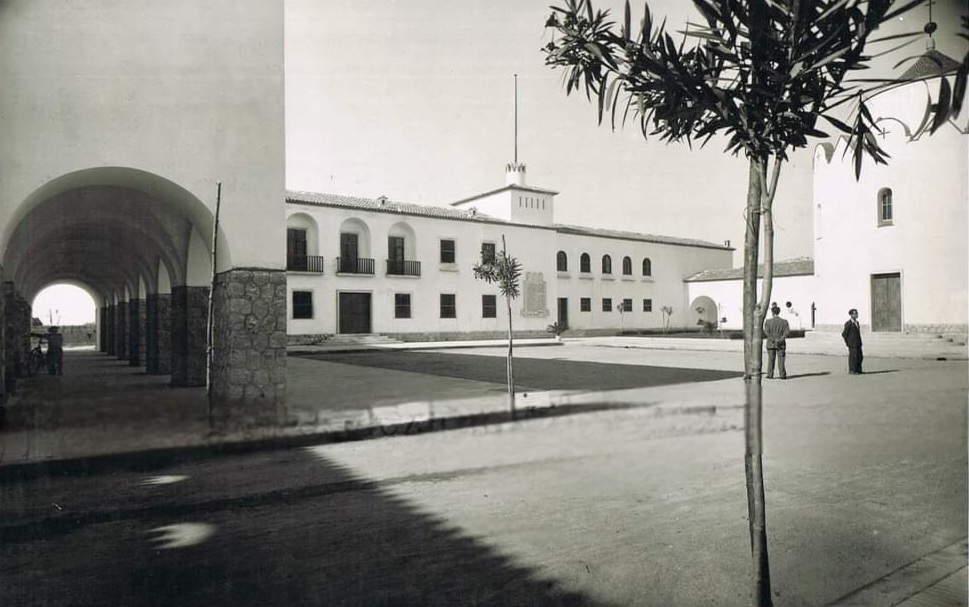
Piazza centrale con la Casa del fascio, anni '40

Le murature erano in tufo tinteggiate a intonaco, i solai misti in latero e cemento, le volte del portico in tufo, le coperture a tetto con grossa armatura a legno di abete e compensato, i pavimenti quasi totalmente in marmette di graniglia. 
Le difficoltà causate dall’incalzare della guerra non consentirono il completamento del Borgo che nel dopoguerra subisce anche alcune demolizioni.
Oggi rimangono solo la piazzetta centrale con alcuni edifici circostanti e la chiesa di san Roberto Bellarmino.